# Fernando Ricksen
Fernando Jacob Hubert Hendrika Ricksen (Heerlen, 27 de julho de 1976 – Airdrie, 18 de setembro de 2019) foi um futebolista neerlandês que atuou como lateral-direito ou volante.

## Carreira

### Início
Entre 1980 e 1994, Ricksen atuou nas categorias de base de quatro clubes – EHC Hoensbroek, RKONS, Roda JC e o modesto Fortuna Sittard, onde iniciou a carreira profissional aos 18 anos de idade, em 1994. No total, disputou 94 partidas em três temporadas, marcando cinco gols. Seu desempenho nos Fortunezen chamou a atenção do AZ Alkmaar, que o contratou em 1997. Pelos Cheeseheads, atuou em 92 partidas e marcou 12 gols, o que lhe rendeu uma transferência ao Rangers por 3,75 milhões de libras.

### Rangers
Em novembro de 2000, Ricksen tornou-se o primeiro jogador suspenso na Scottish Premiership com ajuda de imagens de televisão - na partida contra o Aberdeen, um chute do meio-campista sobre Darren Young não foi visto pelo árbitro, mas o lance foi flagrado pelas câmeras e rendeu uma suspensão de cinco partidas a Ricksen, que se defendeu ao falar que Young "precisava de uma correção".
Sua passagem pelo clube escocês durou até 2006, com 226 jogos e 18 gols. O jogador conquistou um bicampeonato nacional, um título da Copa da Escócia e um tricampeonato da Copa da Liga Escocesa.

### Zenit
Ainda em 2006 foi emprestado ao Zenit, e num amistoso contra seu ex-clube, foi vaiado após uma entrada violenta em Chris Burke, além de ter brigado posteriormente com Vladislav Radimov, então capitão do clube russo. Contratado em definitivo em novembro de 2006, Ricksen protagonizou outra briga com Radimov, desta vez em janeiro do ano seguinte.
Mesmo tendo conquistado quatro títulos pela equipe de São Petersburgo, o holandês foi rebaixado ao time B e, em agosto de 2009, seu contrato foi rescindido.

### Últimos anos
Depois de ficar sem jogar por mais de um ano, Ricksen voltou ao Fortuna Sittard em dezembro de 2010 para ajudar o clube a escapar do rebaixamento à terceira divisão holandesa, assinando até o final da temporada. Com 48 partidas e um gol, encerrou sua carreira em 2013.
Em março de 2014, juntamente com Lee McCulloch e Nacho Novo, Ricksen foi incluído no Hall da Fama do Rangers.

## Seleção Nacional
Ricksen representou a Seleção Neerlandesa entre 2000 e 2003, mas não chegou a disputar nenhum torneio oficial pela Laranja Mecânica, uma vez que os Países Baixos não conseguiram a classificação para a Copa do Mundo FIFA de 2002 e o lateral não foi lembrado para a Eurocopa de 2004. Foram, no total, 12 partidas em três anos de carreira internacional.

## Doença e morte
Em outubro de 2013, Ricksen anunciou que era portador da esclerose lateral amiotrófica (também conhecida por ELA ou doença de Lou Gehrig), doença degenerativa que atinge todas as células nervosas da medula espinhal e do cérebro.
Após viver por algum tempo em Valência, o ex-atleta deixou a Espanha em janeiro de 2019 e passou a morar num hospital psiquiátrico em Airdrie. Em junho, num vídeo publicado no Twitter, Ricksen declarou que "viveria sua última noite" – impossibilitado de falar, ele usou um programa de computador para reproduzir sua voz.
Em seus últimos anos, Ricksen lançou uma campanha de caridade para arrecadar fundos destinados a pesquisas visando a cura da esclerose lateral amiotrófica, alcançando 1 milhão de libras em doações. Em uma entrevista à televisão meses antes de seu falecimento, Ricksen fez um apelo aos esportistas, para que fizessem mais pressão sobre as empresas farmacêuticas para a cura da ELA, argumentando que a falta de prioridade em relação à doença por parte dessas empresas estava associada à viabilidade financeira.
Morreu no dia 18 de setembro de 2019, aos 43 anos de idade. Seu corpo foi cremado em cerimônia familiar após um cortejo público pelas ruas de Glasgow no dia 25 de setembro, com a presença de milhares de fãs e dignatários do Celtic, e do Rangers.

## Títulos
Fortuna Sittard
- Eerste Divisie: 1994–95

AZ
- Eerste Divisie: 1997–98

Rangers
- Copa da Escócia: 2001–02 e 2002–03
- Copa da Liga Escocesa: 2001–02, 2002–03 e 2004–05
- Scottish Premiership: 2002–03 e 2004–05

Zenit
- Premier League Russa: 2007
- Copa da UEFA: 2007–08
- Supercopa da Rússia: 2008
- Supercopa da UEFA: 2008